# Dya
Diana Ioana Prepeliță, född 9 maj 1994 i Iași, mer känd under sitt artistnamn Dya, är en rumänsk sångare.

## Karriär
Som medlem i gruppen New Star Music representerade hon Rumänien vid Junior Eurovision Song Contest 2006 med låten "Povestea mea" och hamnade på sjätte plats. År 2008 fick hon ett skivkontrakt med Cat Music och påbörjade en solokarriär. Hennes singel "Stai" från 2009 blev framgångsrik och även en engelsk version med titeln "Stay" spelades in. Den 20 februari 2012 släppte hon singeln "Don't Know" vars officiella musikvideo hade fler än 1,3 miljoner visningar på Youtube i september 2012, sju månader efter att den laddats upp.